# メタフィクション
メタフィクション（英: Metafiction）とは、フィクションについてのフィクション、小説というジャンル自体に言及・批評するような小説のこと。また、「メタ」と略して使う人も多い。

## 概要
メタフィクションは、漫画・アニメ・小説などにおいて「それが作り話だ」ということを意図的に（しばしば自己言及的に）読者に気付かせることで、虚構と現実の関係について問題を提示する。メタフィクションの自己言及の方法には、例えば小説の中にもうひとつの小説について語る小説家を登場させたり、小説の内部で先行作品の引用・批評を行ったり、小説の登場人物を実在の人物や作者と対話させたり、あるいは作者自身を登場人物の一人として作品内に登場させる、といったものがある。小説の登場人物のセリフで「何せ、設定が安直だから、そんな事じゃないかと思って」（主人公がゲストキャラクターに「いろんな事をよく知ってるなぁ」と評されて）や「これは小説（漫画・アニメ）だから」などの発言（いわゆる「メタ発言」）もこれに類する。
メタフィクションの傾向や、機能は潜在的にはあらゆる小説に多かれ少なかれ存在していると言えるが、古典文学における典型的な例としては、語り手が自分の語る物語の脱線について絶えず弁解をおこなうロレンス・スターン『トリストラム・シャンディ』が挙げられる。ミゲル・デ・セルバンテスの『ドン・キホーテ』は2部構成だが、第2部は作中で第1部が出版されているという設定であり、劇中で主人公が自分について書かれた小説に言及する。近代文学では芥川龍之介が「作者はさっき、「下人が雨やみを待っていた」と書いた。」、「だから「下人が雨やみを待っていた」と云うよりも「雨にふりこめられた下人が、行き所がなくて、途方にくれていた」と云う方が、適当である。」と記す『羅生門』、現代小説における実践としては「あなたはいまイタロ・カルヴィーノの新しい小説を読み始めようとしている」という書き出しではじまるイタロ・カルヴィーノ『冬の夜ひとりの旅人が』などが挙げられ、ポストモダン小説はその多くがメタフィクションの傾向を持っている。
「メタフィクション」という用語は、アメリカ合衆国の批評家・小説家ウィリアム・H・ギャスの1970年の論文から使われはじめたものと推測されている。日本では、筒井康隆などを論じた高橋康也の「メタフィクション覚え書き―筒井康隆論のための小さな助走」（『新潮』1983年5月号）から一般化した。
漫画（特にギャグ漫画）・アニメなどで扱われるメタフィクションはさらに露骨で、リアリティや考証の正確性を度外視し、登場人物が『別ルートのネタバラシになるが…』や『本編でクリアした女の子と…』などと喋るものまで存在する。